# Basketballverband Baden-Württemberg
Der Basketballverband Baden-Württemberg e. V. (kurz: BBW) ist der Dachverband der Basketballvereine beziehungsweise Sportvereine mit Basketballabteilungen in Baden-Württemberg.

## Struktur
Der BBW ist wie alle deutschen Basketball-Landesverbände Mitglied des Deutschen Basketball Bundes (DBB) und darüber hinaus im Landessportverband Baden-Württemberg, im Württembergischen Landessportbund, im Badischen Sportbund Nord sowie im Badischen Sportbund Freiburg.
Verbandstag, Verbandsbeirat, das Präsidium (mit Präsidenten und sieben Vizepräsidenten), der Hauptausschuss und die Verbandsspruchkammer bilden die Organe des BBW.

## Geschichte
Der Basketballverband Baden-Württemberg wurde am 11. Juni 1972 in Pforzheim als Zusammenschluss des Badischen und des Württembergischen Basketball-Verbandes gegründet. Erster Vorsitzender wurde Burkhard Wildermuth. Roland Geggus, späterer Präsident des Deutschen Basketball Bundes, gehörte dem ersten BBW-Vorstand nach der Gründung als Jugendwart an. Vor der Vereinigung 1972 bestand seit 1948 der für das Gebiet Nordbaden zuständige Badische Basketball-Verband, der 1959 gegründete Süd-Badische Basketball-Verband (ab 1969 wurde daraus ein gesamtbadischer Verband) sowie der 1951 entstandene Württembergische Basketball-Verband.
Ebenfalls im Jahr 1972 wurden die Basketball-Bezirke neugeordnet: In Baden entstanden die Bezirke Mannheim, Heidelberg, Karlsruhe und Südbaden, Württemberg wurde basketballerisch in die Bezirke Stuttgart, Neckar/Alb sowie Oberschwaben/Bodensee aufgeteilt. 1980 gab es eine abermalige Gebietsreform im BBW, die aus den bislang sieben Bezirken vier machte: Rhein/Neckar, Schwarzwald/Oberrhein, Neckar/Rems, und Alb/Bodensee.
1984 löste Gerhard Ohme Wildermuth zunächst übergangsweise und ab 1985 dann fest als BBW-Vorsitzender ab, Wildermuth wurde 1985 als Auszeichnung für seine Verdienste zum Ehrenpräsident des Verbandes ernannt.
1985 gehörten mit Karlsruhe, wo wie auch in Leverkusen Vorrundenspiele stattfanden, und Stuttgart (Endrunde) zwei Städte des BBW-Gebietes zu den Austragungsorten der Europameisterschaft. Kurt Siebenhaar (seinerzeit BBW-Vizepräsident) saß als Technischer Direktor im EM-Organisationskomitee.
Ohme blieb bis 1991 im Präsidentenamt, von 1991 bis 2009 hatte Dieter Schmidt-Volkmar den Posten des Verbandsvorsitzenden inne und wurde hernach Ehrenpräsident.
2009 trat Joachim Spägele aus Winden im Elztal als Nachfolger Schmidt-Volkmars das Amt des BBW-Vorsitzenden an. Im August 2022 wurde Heinz Mörbe als Spägeles Nachfolger neuer Vorsitzender des Basketballverbandes Baden-Württemberg.

## Präsidenten/Vorsitzende
| Name                   | von  | bis   | Beleg |
| ---------------------- | ---- | ----- | ----- |
| Burkhard Wildermuth    | 1972 | 1984  |       |
| Gerhard Ohme           | 1984 | 1991  |       |
| Dieter Schmidt-Volkmar | 1991 | 2009  | [ 5 ] |
| Joachim Spägele        | 2009 | 2022  | [ 7 ] |
| Heinz Mörbe            | 2022 | heute | [ 8 ] |

## Bezirke
1980 wurde die Zahl der Bezirke von sieben auf vier verringert, die noch heute genutzt werden. Die vier Bezirke sind:
| Bezirk Nummer | Bezirk Name             | Vorsitzender               | Geschäftsstelle            |
| ------------- | ----------------------- | -------------------------- | -------------------------- |
| 1             | Rhein / Neckar          | Ulrich Schmitt             | Christoffer Mörbe          |
| 2             | Schwarzwald / Oberrhein | Christian Roos             | Felix Kromer               |
| 3             | Neckar / Rems           | Karl-Friedrich Engelbrecht | Karl-Friedrich Engelbrecht |
| 4             | Alb / Bodensee          | Gianvito Greco             | Ulrich Tangl               |